# Бухаев, Вячеслав Борисович
Вячесла́в Бори́сович Буха́ев (род. 25 июля 1946, Кижинга, Кижингинский район, Бурят-Монгольская АССР, РСФСР, СССР) —  советский и российский архитектор и скульптор.

## Биография
Родился 25 июля 1946 года в селе Кижинга Кижингинского района Бурят-Монгольской АССР (ныне Республика Бурятия). Отец — Бухаев Баяндай Баирович, служащий; мать — Гинеева Мария Алексеевна, учительница. Дед по материнской линии, Гинеев Алексей Харитонович, являлся членом Степной думы Забайкалья, просветителем и одним из организаторов Бурят-Монгольской автономии в 1920-х годах, был репрессирован.
Вячеслав Бухаев учился и жил в селе Байкало-Кудара Кабанского района Бурятии. В 1963 году окончил среднюю школу в Улан-Удэ.  Поступил в ЛИЖСА имени И. Е. Репина на архитектурный факультет, который окончил на «отлично».
В 1971–1988 годах работал архитектором, затем главным архитектором проектов в «Ленпроекте». В 1988–1991 годах работал в Художественном фонде РСФСР. С 1991 года руководит персональной творческой мастерской.
Живёт и работает в Санкт-Петербурге.

## Автор работ
Несмотря на архитектурное образование, Вячеслав Бухаев больше известен своими скульптурными работами. Автор мемориальных досок более чем в 50 городах, в том числе в Москве, Санкт-Петербурге, Лондоне. Архитектор многих памятников в России, Европе и США.
Среди известных работ Бухаева — памятник Анне Ахматовой, мемориал «Партизанская слава» (Государственная премия 1978 года), а также «Чижик-Пыжик», «Нос майора Ковалёва» (совместно с Резо Габриадзе), памятник Чернобыльской катастрофе (Санкт-Петербург).
Вячеслав Бухаев многие годы работает с художником и скульптором Михаилом Шемякиным. Из совместной работы наиболее известны памятник Петру I (1991), памятник жертвам политических репрессий (1995), скульптурная композиция «Дети — жертвы пороков взрослых» (2001), а также памятник архитекторам-первостроителям Санкт-Петербурга (1995).
Кроме этого, памятники его работы установлены в различных городах:
- 1984 — памятник Галине Улановой в Ленинграде (скульптор Михаил Аникушин)[4]
- 1997 — надгробие на могиле Савелия Крамарова в Лос-Анджелесе (США) (скульптор Михаил Шемякин)[5]
- 1998 — памятник Казанове в центре Венеции (скульптор Михаил Шемякин; памятник был установлен на полгода, так как в Венеции запрещено размещение современных памятников)
- 2000 — памятник Ивану Тургеневу в Баден-Бадене (Германия)
- 2001 — памятник Петру I в Дептфорде (Англия) (скульптор Михаил Шемякин)
- 2002 — памятная доска Казимиру Малевичу в Петербурге[6]
- 2004 — мемориальная доска с барельефом Агвана Доржиева на стене Санкт-Петербургского дацана (совместно с Даши Намдаковым)[7].
- 2006 — памятник Анатолию Собчаку в Санкт-Петербурге (скульптор Иван Корнеев)
- 2006 — памятник Сергею Рахманинову в Тамбове (скульптор А. И. Рукавишников)[8]
- 2007 — памятник жертвам политических репрессий в Улан-Удэ (совместно с Бато Дашицыреновым и Александром Яковлевым)[9]
- 2008 — памятная стела с барельефом Д. С. Лихачёва (скульптор Иван Корнеев)[10]
- 2009/10 — надгробие на могиле Эрика Райского на Волковском кладбище в Петербурге
- 2011 — кенотаф Евгениуша Бодо в Котласе[11]
- 2011 — Соловецко-польская памятная доска[12]
- 2012 — мемориальная доска Людмиле Целиковской на Новинском бульваре в Москве[13]
- 2013 — памятник Александру Маринеско в Петербурге (скульптор Иван Корнеев)[14]
- 2015 — надгробие на могиле Бориса Немцова на Троекуровском кладбище в Москве[15]
- 2016 — памятник Сергею Довлатову на улице Рубинштейна в Санкт-Петербурге[16]
- 2017 — памятник поребрику и бордюру в Санкт-Петербурге[17]
- 2019 — памятник Константину Рокоссовскому в центре Улан-Удэ (скульптор Матвей Макушкин)[18]

## Участие в общественных организациях
- действительный член РАХ (13.12.2011)[19]
- член-корреспондент Международной академии архитектуры (Московское отделение) (c 2011)[19]
- член Союза архитекторов России (с 1975)[19][20]
- академик Нью-Йоркской академии наук (США)[21][19]

## Награды и звания

### Общегосударственные
- Премия ЦК ВЛКСМ за творчество (1977)[19]
- Государственная премия РСФСР в области архитектуры (1978)[19]
- Орден «Национальная Слава России» (2008)[19]
- Премия Правительства Российской Федерации в области культуры, за памятник «Спецназу России в Санкт-Петербурге» (2014)[22]

### Региональные
- Народный художник Республики Бурятия (2006)[19]
- Премия Правительства Санкт-Петербурга в области литературы, искусства и архитектуры, за памятник Г. Товстоногову (2010)[19][23]

### Ведомственные
- Медаль в 100-летие маршала авиации А. Новикова Министерства транспорта России (2004)[19]
- Премия Общероссийского Союза «Чернобыль России» МЧС в области литературы и искусства «Патриотизм и верность долгу», за памятник «Жертвам радиационных аварий и катастроф» (2011)[19]
- премия Федеральной службы безопасности России в области литературы и искусства, за памятник «Бойцам Спецназа России» в Санкт-Петербурге (2013)[19]
- Медаль ФСБ (2013)[19]
- Медаль «Внутренних Войск МВД Российской Федерации» (2014)[19]

### Награды Российской академии художеств
- Золотая медаль РАХ (2007)[19]
- Серебряная медаль РАХ (2009)[19]
- Медаль «Достойному» РАХ (2017)[19]

### Иностранные
- Заслуженный деятель культуры Республики Польши (2010)[19]
- Кавалер ордена Заслуг перед Республикой Польша (25 марта 2011 года, Польша)[24][19]

## Семья
Жена — Софья Юльевна Борисова.

## Галерея

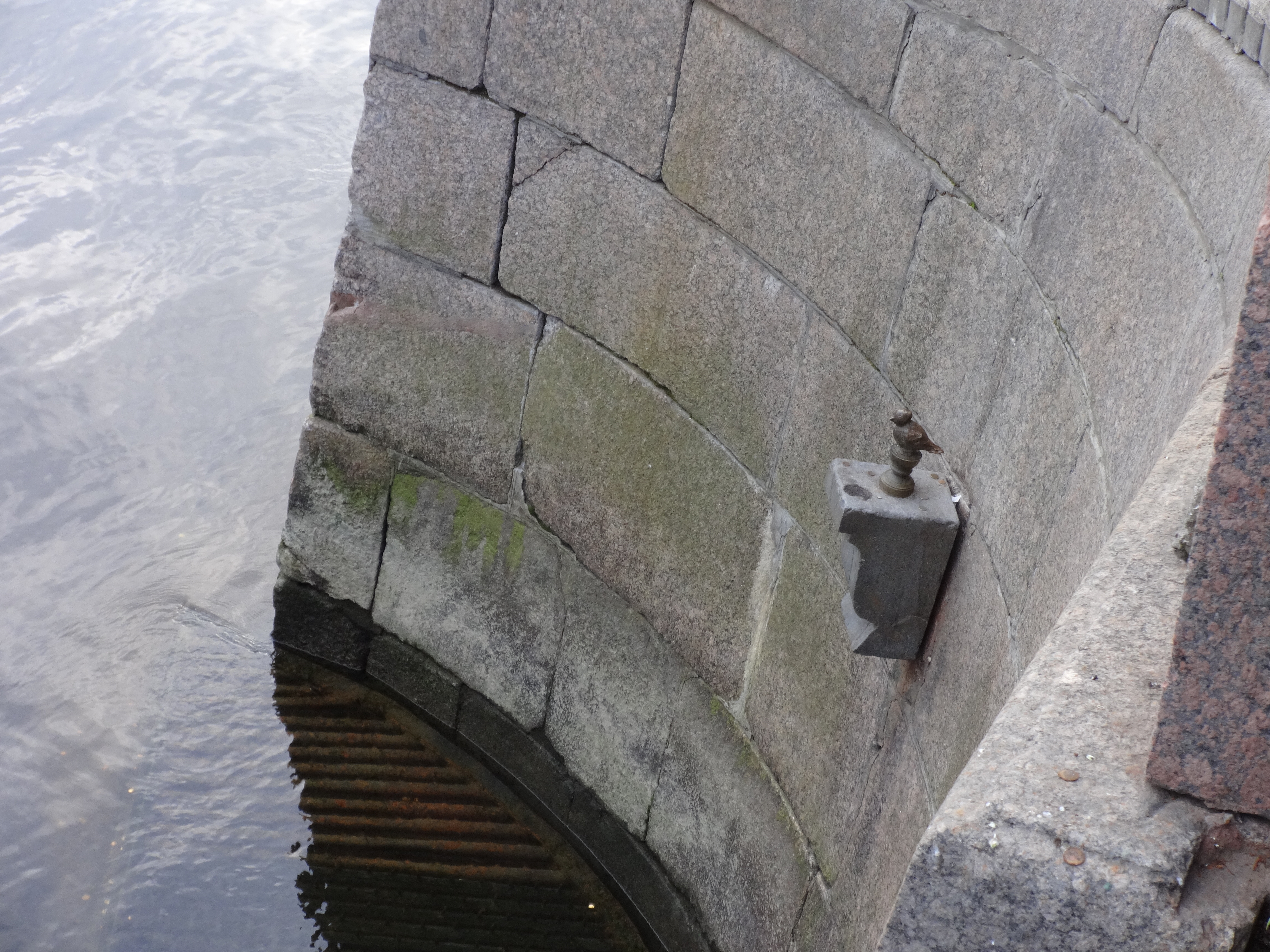
Памятник Чижику-Пыжику
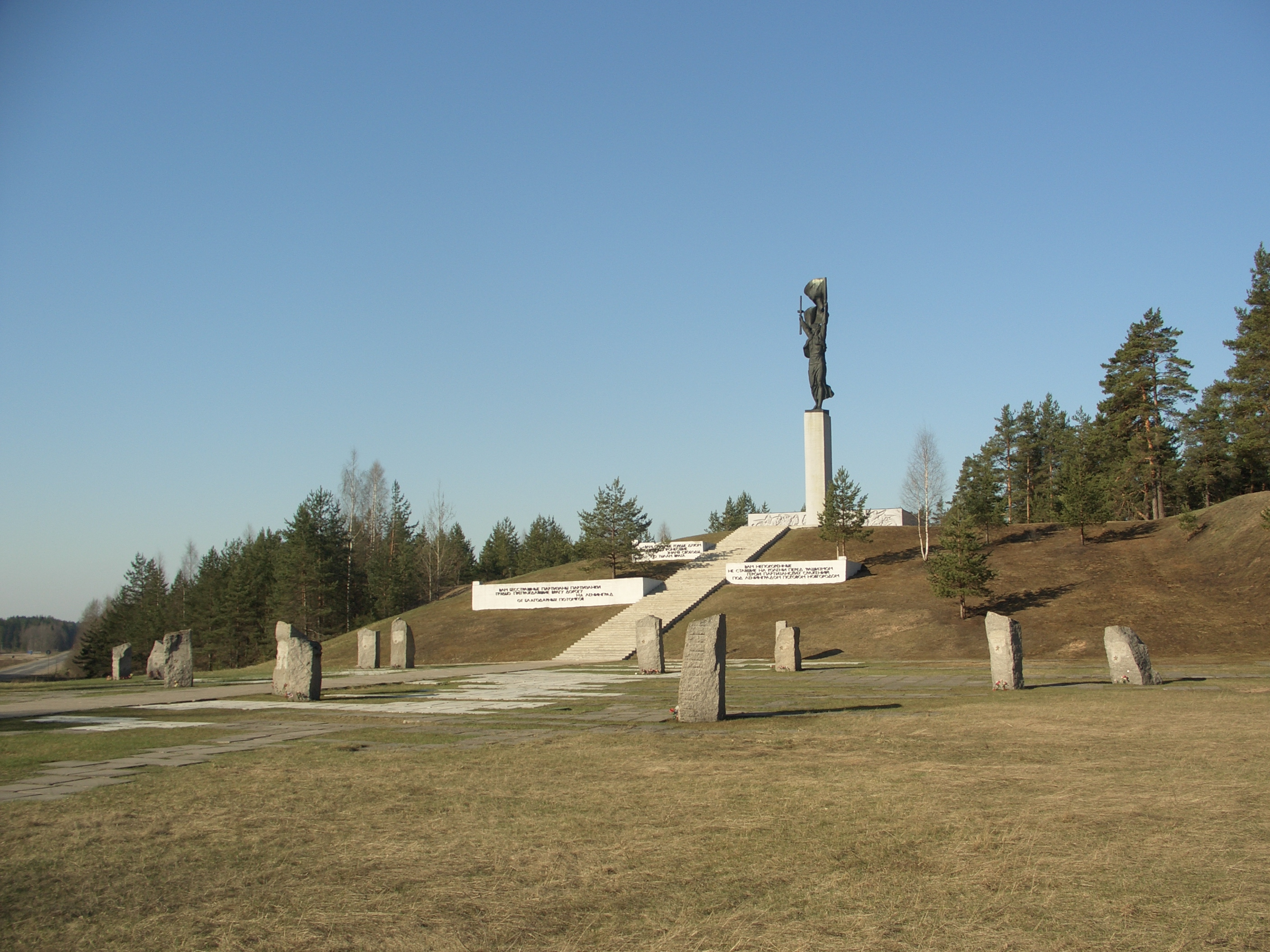
Партизанская слава
Дети — жертвы пороков взрослых
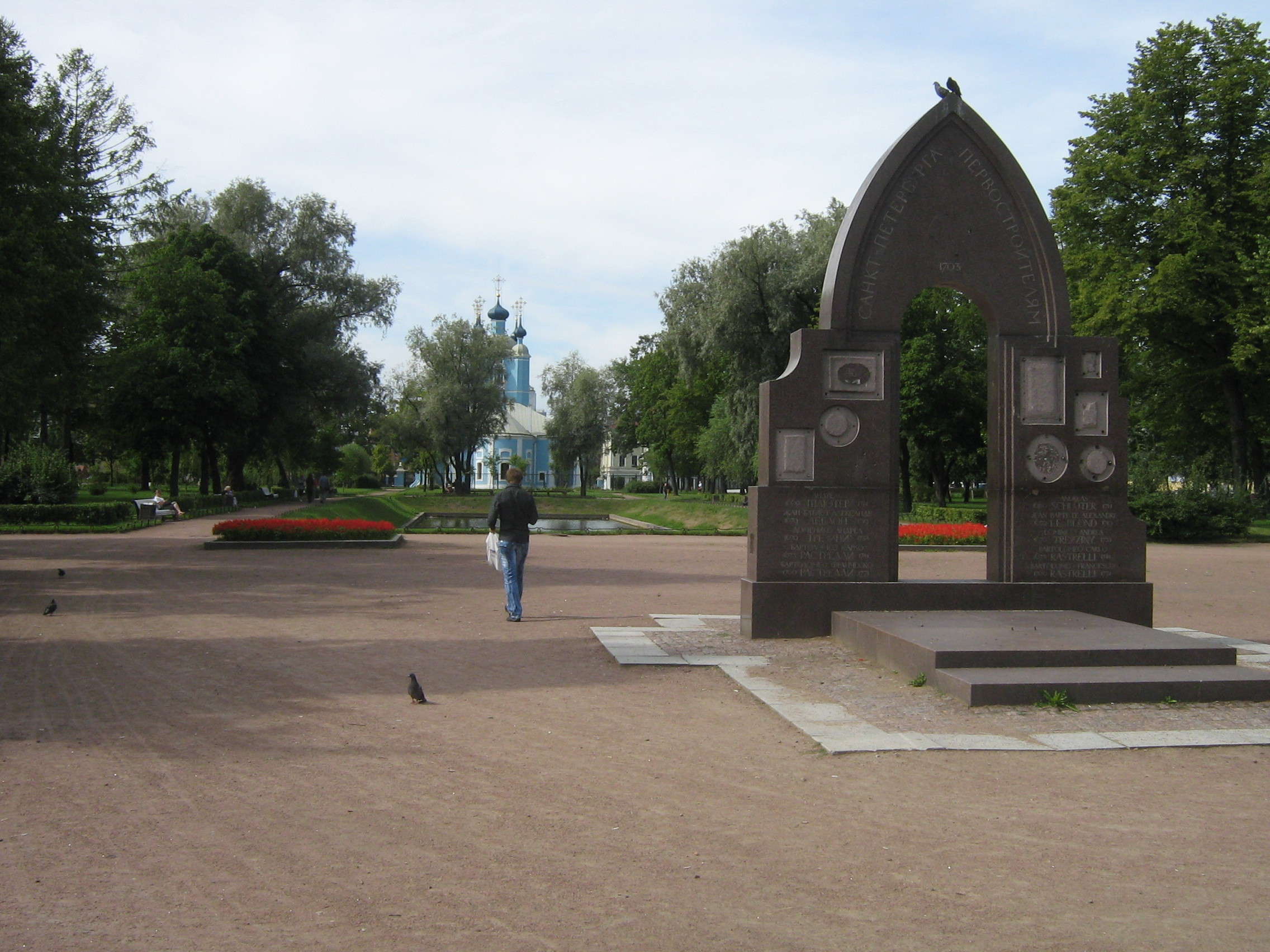
Памятник первостроителям Санкт-Петербурга